# Damien Jurado
Damien Jurado is een Amerikaanse singer-songwriter uit Seattle, Washington.

## Carrière
Damien Jurado's solocarrière begon halverwege de jaren 1990, met het uitbrengen van lo-fi folk-opnames op zijn eigen cassette-only label, Casa Recordings. Toen hij enige bekendheid kreeg in de cult-scene van Seattle, werd hij door Jeremy Enigk, de zanger van Sunny Day Real Estate onder de aandacht van Sub Pop Records gebracht. Na het uitbrengen van twee 7" platen ("Motorbike" en "Trampoline") kwam in 1997 zijn eerste complete album, Waters Ave S. uit. Zijn tweede album Rehearsals for Departure (1999), betekende zijn relatieve doorbraak. Het album werd geproduceerd door Ken Stringfellow (The Posies, Big Star), en toonde dat Jurado een singer-songwriter was met een grote potentie.
Jurado maakt vaak gebruik van found sound en veldopnames, en experimenteerde met verschillende vormen van bandopnames. In 2000 bracht hij Postcards and Audio Letters uit, een verzameling van gevonden gesproken brieven en geluidsfragmenten die hij gevonden had op bandrecorders en antwoordapparaten uit tweedehands winkels. Dat jaar bracht hij ook het album Ghost of David uit, zijn somberste en meest persoonlijke opname. I Break Chairs (2002) werd geproduceerd door zijn jeugdvriend David Bazan. Het was zijn laatste album voor het Sub Pop-label, en was een meer rockend, elektrisch album. Nadat hij onder contract van het in Indiana gevestigde label Secretly Canadian kwam, keerde Damien Jurado terug naar zijn kenmerkende op folkballads gebaseerde stijl, en bracht hij vier albums uit: Where Shall You Take Me? (2003); On My Way To Absence (2005); And Now That I'm In Your Shadow (2006); en Caught In The Trees (2008).
In 2009 wordt op St. Ives, een sublabel van Secretly Canadian, een album onder de naam Hoquiam uitgebracht welke door Damien en zijn broer Drake Jurado is opgenomen.
In 2010 neemt hij samen met producer Richard Swift een album op; "Saint Bartlett". De liedjes zijn gebleven maar Swift breidde er een warme wall of sound vol psychedelica en gospel. "Psychedelic Storytelling". De samenwerking is succesvol en het duo neemt een vervolg op dat in februari 2012 uitkomt op Secretly Canadian; "Maraqopa". Samen met de opvolgende albums Brothers and Sisters of the Eternal Son (2014, Secretly Canadian) en dubbel album Visions of Us on the Land (2016, Secretly Canadian) vormt dit de Maraqopa trilogy. Visions of Us on the Land (2016, Secretly Canadian) is het eerste album dat Jurado geheel zelf produceert en hij start er een vruchtbare samenwerking mee met L.A. studio Sonikwire (Alex Bush en Josh Gordon). Ook de albums In The Shape Of A Storm (Jurado's eerste geheel akoestisch opgenomen album) en What's New Tomboy? worden hier opgenomen.

## Discografie

### albums
- Waters Ave. S (1997, Sub Pop / Tooth & Nail)
- Rehearsals for Departure (1999, Sub Pop)
- Ghost of David (2000, Sub Pop)
- Postcards and Audio Letters (2000, Made in Mexico)
- I Break Chairs (2002, Sub Pop)
- Where Shall You Take Me? (2003, Secretly Canadian)
- This Fabulous Century (2004, Burnt Toast Vinyl)
- On My Way to Absence (2005, Secretly Canadian)
- And Now That I'm in Your Shadow (2006, Secretly Canadian)
- Caught in the Trees (2008, Secretly Canadian)
- Saint Bartlett (2010, Secretly Canadian)
- Maraqopa (2012, Secretly Canadian)
- Brothers and Sisters of the Eternal Son (2014, Secretly Canadian)
- Visions of Us on the Land (2016, Secretly Canadian)
- The Horizon Just Laughed (2018, Secretly Canadian)
- In The Shape Of A Storm (2019, Mama Bird/Loose Music)
- What's New, Tomboy? (2020, Mama Bird/Loose Music)
- The Monster Who Hated Pennsylvania (May 14th 2021, Maraqopa Records)
- Reggae Film Star (2022, Maraqopa Records)

### Ep's en singles
- Motorbike (1995, Sub Pop)
- Trampoline (1996, Sub Pop)
- Vary (1997, Tooth & Nail)
- Halo Friendly (1997, Summershine)
- Chevrolet (1998, Snowstorm)
- Gathered in Song (1998, Made in Mexico)
- Four Songs (2002, Burnt Toast Vinyl)
- Big Let Down (2002)
- Holding His Breath (2003, Acuarela)
- Just in Time for Something (2004, Secretly Canadian)
- Traded For Fire (2005, Secretly Canadian)
- Gathered in Song re-release (met bonus tracks) (2007, Made in Mexico)
- Our Turn to Shine (2010, Secretly Canadian)
- Birds Tricked Into The Trees/From Devils To Davis (2020, Mama Bird/Loose Music)
- Alice Hyatt (2020, Mama Bird/Loose Music)
- Helena (2021, Maraqopa Records)
- Take Your Time (2022, Maraqopa Records)

### Tour albums
- Walk along the Fence (2004)
- (geen titel) 6 songs EP (2006)
- The Trees Tour EP (2007)
- European Tour CDR (2009)